# Preah Khan
Preah Khan (Khmer: ប្រាសាទព្រះខ័ន; "Espasa Reial") és un temple a Angkor, Cambodja, construït al segle XII pell rei Jayavarman VII per honorar el seu pare. Es troba al nord-est d'Angkor Thom i just a l'oest del baray de Jayatataka, amb el qual estava associat. Va ser el centre d'una organització substancial, amb gairebé 100.000 funcionaris i servidors. El temple és de disseny pla, amb una planta bàsica de successives galeries rectangulars al voltant d'un santuari budista complicat per temples satèl·lit hindús i nombroses addicions posteriors. Igual que el proper Ta Prohm, Preah Khan ha quedat sense restaurar, amb nombrosos arbres i altra vegetació creixent entre les ruïnes.